# Revue internationale de philosophie
La Revue internationale de philosophie est un périodique scientifique belge fondée en 1938 avec, entre autres, le soutien de Karl Popper et de Bertrand Russell. Elle a été dirigée par Jean Lameere (fondateur, de 1938 à 1964), Philippe Devaux, Henri Gouhier et Chaïm Perelman (de 1965 à 1984), et Michel Meyer(de 1984 à 2022). Elle est depuis dirigée par Paul Earlie et Arnaud Pelletier.
Elle est éditée par De Boeck Supérieur et distribuée par l'éditeur Cairn.info.
Chaque numéro est consacré à un philosophe, un courant ou un problème particuliers. Les articles paraissent en plusieurs langues, mais surtout en français et en anglais. La revue paraît quatre fois par an.
La Revue a publié des contributions de figures majeures et aussi variées que, par exemple, Edmund Husserl, Ludwig Wittgenstein, Karl Popper, Jean-Paul Sartre, Frances Yates, Michel Foucault, Hilary Putnam, Margaret Mead, Jürgen Habermas, Rudolf Carnap, Leo Strauss, ou Agnes Heller.